# BirdLife International
BirdLife International is een internationale koepelorganisatie in de vogelbescherming. De organisatie stelt zich ten doel vogels en hun leefgebieden te beschermen en daarmee de biodiversiteit op aarde te stimuleren in dienst van het welzijn van mensen.
Birdlife International kwam in maart 1993 in de plaats van de in 1922 opgerichte International Council for Bird Preservation.

## Organisatie en partners
De partners in Birdlife International zijn voor het merendeel nationale vogelbeschermingsorganisaties. De partners zijn afkomstig uit meer dan honderd landen over de hele wereld (alle werelddelen behalve Antarctica zijn vertegenwoordigd). De Nederlandse en Belgische nationale partners zijn de Vogelbescherming Nederland en BirdLife Belgium. BirdLife Belgium is zelf weer een koepel over de Vlaamse organisatie Natuurpunt en de Waalse organisatie Natagora.
BirdLife International heeft wereldwijd meer dan 1 miljoen hectare land in beheer of bezit en de organisatie heeft ongeveer 2,5 miljoen leden en 4000 medewerkers. Naast het beschermen van vogels en hun leefgebied stelt Birdlife zich ook ten doel het welzijn van mensen te bevorderen door stimulering van de biodiversiteit. Ook wil de organisatie vogelbescherming een rol geven in de manier waarop mensen in hun levensonderhoud voorzien.
Het hoofdkantoor van de organisatie is gevestigd in Cambridge, het hoofdkantoor van de afdeling Europa in Wageningen en het hoofdkantoor voor de Europese Unie in Brussel.

## Publicaties
BirdLife geeft twee tijdschriften uit, beide kwartaalbladen: Bird Conservation International is een wetenschappelijk tijdschrift en World Birdwatch Magazine is een blad met foto's en verhalen voor de geïnteresseerde leek. Naast de tijdschriften publiceert de organisatie ook boeken. Bovendien onderhoudt zij een uitgebreide vogeldatabase die via haar website gratis toegankelijk is onder de naam Data zone.

### Relatie met de IUCN en de internationale rode lijst
BirdLife is de officiële autoriteit die de status van vogelsoorten bepaalt op de Rode Lijst van de IUCN, uiteraard met inachtneming van de criteria die door de IUCN zijn geformuleerd.